# Касинтура, Эгаш
Э́гаш Пала́нга душ Са́нтуш Касинту́ра (порт. Egas Palanga dos Santos Cacintura; 29 октября 1997, Намибе) — ангольский футболист, полузащитник клуба «Ахмат».

## Биография
В детстве играл в мини-футбол. Три года занимался футболом в академии клуба из родного города. После окончания школы переехал в Луанду, где около года играл в мини-футбол. В 2015 году приехал в Россию и поступил на подготовительное отделение КубГТУ, в 2016 году — в Институт нефти, газа и энергетики КубГТУ по специальности «Эксплуатация и обслуживание объектов добычи нефти». Выступал за любительские команды Краснодара. Всю профессиональную карьеру в мини-футболе провёл в сыктывкарском клубе «Новая генерация». В своём первом сезоне 2019/20 в чемпионате России сыграл в 21 игре и забил 9 мячей.
23 июля 2021 года подписал трёхлетний контракт с клубом РПЛ «Уфа». 25 июля 2021 года в матче 1-го тура чемпионата России против московского ЦСКА дебютировал за «Уфу».
27 июня 2023 года подписал трёхлетний контракт с махачкалинским «Динамо». 21 июля 2024 года вернулся в РПЛ, сыграв в гостевом матче первого тура против подмосковных «Химок» (1:1).
20 июня 2025 года стал игроком грозненского «Ахмата», подписав контракт на три года.